# 马克·吉尼
马克·赫内·格雷羅(Marc Gené i Guerrero，1974年5月29日—)是一位西班牙赛车手，参加过F1等赛事。
1999年他在实力很弱的米纳尔迪车队开始了自己的F1生涯。他在1999年欧洲大奖赛上他获得了第6名，为车队取得了自1995年来的第一个积分。2000年继续为米纳尔迪车队出战，没有获得积分。

2001年，无法在强队获得正式车手席位的他转投威廉姆斯车队，做一名试车手，在试车期间他为威廉姆斯参加了3场F1比赛。第一场是2003年意大利大奖赛，威廉姆斯车队的拉尔夫·舒马赫由于脑震荡无法参赛，马克·赫内顶替他参赛，获得了第5名的好成绩。后两场是2004年法国大奖赛和2004年英国大奖赛，顶替在美国站受伤的拉尔夫·舒马赫参赛，却没有获得积分，自德国站起又被安东尼奥·皮佐尼亚代替，至今没有再参加过F1比赛。
2004年11月起他成为法拉利车队的一名试车手。